# Hippolyte Carnot
Lazare Hippolyte Carnot (født 6. april 1801 i Saint-Omer, død 15. marts 1888 i Paris) var en fransk statsmand, søn af Lazare Carnot.
Carnot fulgte 1816 faderen i landflygtighed og tilbragte 7 år i Magdeburg. Han sluttede sig tidlig til Saint-Simonisterne og var medarbejder af partiets blade, men skilte sig 1831 fra Enfantin, da denne ville grundlægge en religiøs sekt og fremsatte læresætninger om kvindernes stilling i samfundet og om "kødets frigørelse", der i Carnots øjne stod som en "organisation af ægteskabsbrud". Han tog personlig del i Julirevolutionen, men hengav sig ellers til litterære arbejder (oversatte blandt andet Wilhelm Müllers Griechenlieder 1828) og virkede for skolevæsenets udvikling. 1839-48 var han medlem af Deputeretkamret og hørte her til den udprægede opposition. Efter Februarrevolutionen blev han undervisningsminister indtil 5. juli 1848. Han havde store planer til folkeskolens forbedring ved indførelse af skoletvang og ubetalt undervisning.
I Nationalforsamlingen hørte han til de mådeholdne republikanere, men blev ikke genvalgt 1849 og kom først ved udfyldningsvalgene 1850 på ny ind i forsamlingen. Han søgte ligesom de andre republikanere at gøre modstand imod statskuppet 2. december 1851, blev næste år valgt til den lovgivende forsamling, men nægtede at aflægge ed til Louis Napoléon. Dette gentogs 1857, og først 1865 bestemte han sig til dette skridt, dog kun som en formsag og for at kunne fortsætte oppositionen mod kejserdømmet med større kraft. 1869 blev Carnot vraget først for Gambetta, siden for Rochefort, der begge var endnu mere uforsonlige modstandere. 1871-75 havde Carnot sæde i Nationalforsamlingen, men tog kun liden del i forhandlingerne; 1875 valgtes han til livsvarig senator. Carnot har udgivet Grégoires (2 bind, 1837), Barères (4 bind, 1842-43) og sin faders memoirer (2 bind, 1861-64, ny udgave 1893) samt et skrift om Lazare Hoche (1874).